# Johan III van Nassau-Saarbrücken
Johan III van Nassau-Saarbrücken (Saarbrücken, 5 april 1511 – aldaar, 23 november 1574) was als Johan IV graaf van Saarbrücken en Saarwerden. Hij stamt uit het Huis Nassau-Saarbrücken, een zijtak van de Walramse Linie van het Huis Nassau.

## Biografie
Johan was de tweede zoon van graaf Johan Lodewijk van Nassau-Saarbrücken en Catharina van Meurs-Saarwerden, dochter van graaf Johan III van Meurs-Saarwerden en Anna van den Bergh.

### Militaire carrière
Hij ontving zijn opleiding vanaf ongeveer 1531 aan het hof van keizer Karel V in Brussel. Hij diende als officier in keizerlijke dienst. In verband met de oorlog van de keizer tegen Frans I van Frankrijk werd Johan op 7 april 1544 tot kapitein benoemd en kreeg hij het bevel over een detachement ruiters. Ook aan de Schmalkaldische Oorlog vanaf 1546 nam hij deel. Hij klom op tot kolonel.
In 1547 had Johan zijn hoofdkwartier in Ulm. Daar moest hij toezicht houden op de uitvoering van het Interim van Augsburg. Wegens geldgebrek voor de soldij verpandde hij van tijd tot tijd de heerlijkheid Ottweiler om zijn soldaten te kunnen betalen. In 1549 werd hem door de keizer opgedragen om heimelijk troepen te werven. In 1550 werd Johan benoemd tot kolonel van de keizerlijke lijfwacht. Hij had op de route van de keizer naar Augsburg het commando over vier vendels (ongeveer vier bataljons). In 1552 benoemde Karel V hem tot opperkamerheer en Kriegsrat.
In 1552 werd Johan het commando over een regiment landsknechten opgedragen. Vervolgens streed hij aan keizerlijke zijde in de Vorstenopstand en tegen Frankrijk. Hij nam deel aan het vergeefse Beleg van Metz. Daarna vertrouwde Karel hem tien vendels Duitse troepen toe. In 1553 werd hem opgedragen om de muiterij van keizerlijke troepen in Trier te beëindigen. Aan het einde van het jaar vroeg Johan als gevolg van verwondingen om zijn ontslag, dat hem ook verleend werd. Reeds in 1554 stond hij opnieuw in keizerlijke dienst. Hij commandeerde 50 vendels tegen Frankrijk. Na de troonsafstand van Karel V, diende hij Filips II. Omstreeks 1557 nam hij definitief ontslag.

### Graaf van Saarbrücken
In 1544 verdeelde zijn vader zijn bezittingen tussen zijn zoons. Filips verkreeg het graafschap Saarbrücken. Johan en Adolf verdeelden de rest. Johan verkreeg de heerlijkheden Ottweiler en Homburg. Adolf verkreeg onder andere de Saarbrückense delen van de heerlijkheid Kirchheim. Het graafschap Saarwerden bleef gemeenschappelijk bezit. Vader Johan Lodewijk behield een kwart van het inkomen. Na de dood van de vader, op 18 juni 1545, werd op 1 augustus 1545 de verdeling van de erfenis met zijn broers bevestigd. Karel V bevestigde op 21 maart 1546 het bezit van de rijkslenen en de erfvereniging van de broers.
De daadwerkelijke heerschappij aanvaardde Johan pas in 1547. Ook in de jaren dat hij in keizerlijke dienst was, waren er langere perioden waarin hij in Ottweiler resideerde en zich bezig hield met zijn bezittingen. In 1550 verkreeg hij van Karel V stadsrechten voor Ottweiler.
Na de dood van zijn broer Filips in 1554 verkreeg hij ook het graafschap Saarbrücken. Ook verkreeg hij de van het bisdom Metz afhankelijke lenen van het huis Nassau-Saarbrücken. Deze bezittingen deelde hij in 1556 met zijn broer Adolf. Die ontving onder andere het graafschap Saarwerden. Na de dood van deze broer in 1559 vielen diens bezittingen aan Johan.
Johan resideerde vanaf 1560 in Saarbrücken. Hij liet de Burcht Hohenburg bij Homburg versterken. Omdat hij geen erfgenaam had, benoemde hij op 12 oktober 1563 in zijn testament zijn verwanten Albrecht van Nassau-Weilburg en Filips van Nassau-Neuweilnau tot erfgenaam. Het testament werd in 1570 door keizer Maximiliaan II bevestigd.
Sinds de tijd van graaf Filips I bestonden er grensconflicten met Palts-Zweibrücken. Ook in de tijd van Johan kwam het meermaals tot conflicten, die in 1564 door een schikking bijgelegd konden worden. Een oud geschil over bezit met het hertogdom Lotharingen voor het Rijkskamergerecht veroorzaakte hoge kosten. De pogingen van verscheidene plaatsen, om zich van zijn graafschap los te maken en zich te onderwerpen aan het bisdom Metz, bestreed hij met succes.
Het Klooster Sankt Arnual probeerde zich tussen 1566 en 1568 eveneens van zijn graafschap los te maken en verwees naar een vermeende rijksonmiddellijkheid. De protagonisten liet Johan gevangennemen. Ze werden pas vrijgelaten toen ze deze plannen opgaven. Indirect had dit de opheffing van het klooster in 1569 tot gevolg. 
Persoonlijk bleef Johan de katholieke doctrine trouw. De reformatie won door predikanten van buiten echter steeds meer aanhangers. Ook had zijn broer Adolf in zijn graafschap de reformatie ingevoerd. Johan bestreed de reformatie niet.
Johan heeft zich ook met rijksaangelegenheden beziggehouden en heeft aan verscheidene rijks-, vorsten- en gravenbijeenkomsten deelgenomen. 
Vanaf 1568 was Johan regent voor zijn verwant Johan Lodewijk I van Nassau-Idstein. In 1570 liet Johan het renaissanceslot Neunkirchen bouwen. Hij liet in de kloosterkerk van Sankt Arnual grafmonumenten voor zijn vader en voor zijn broers Johan Lodewijk en Filips oprichten. In 1571 kwam het opnieuw tot vergeefse pogingen van plaatsen om zich te onderwerpen aan het bisdom Metz.
Johan bleef ongehuwd. Hij werd op 30 november 1574 begraven in de Stiftskirche Sankt Arnual. Zijn opvolger Filips III liet daar een grafmonument voor hem oprichten, dat hem in harnas toont.

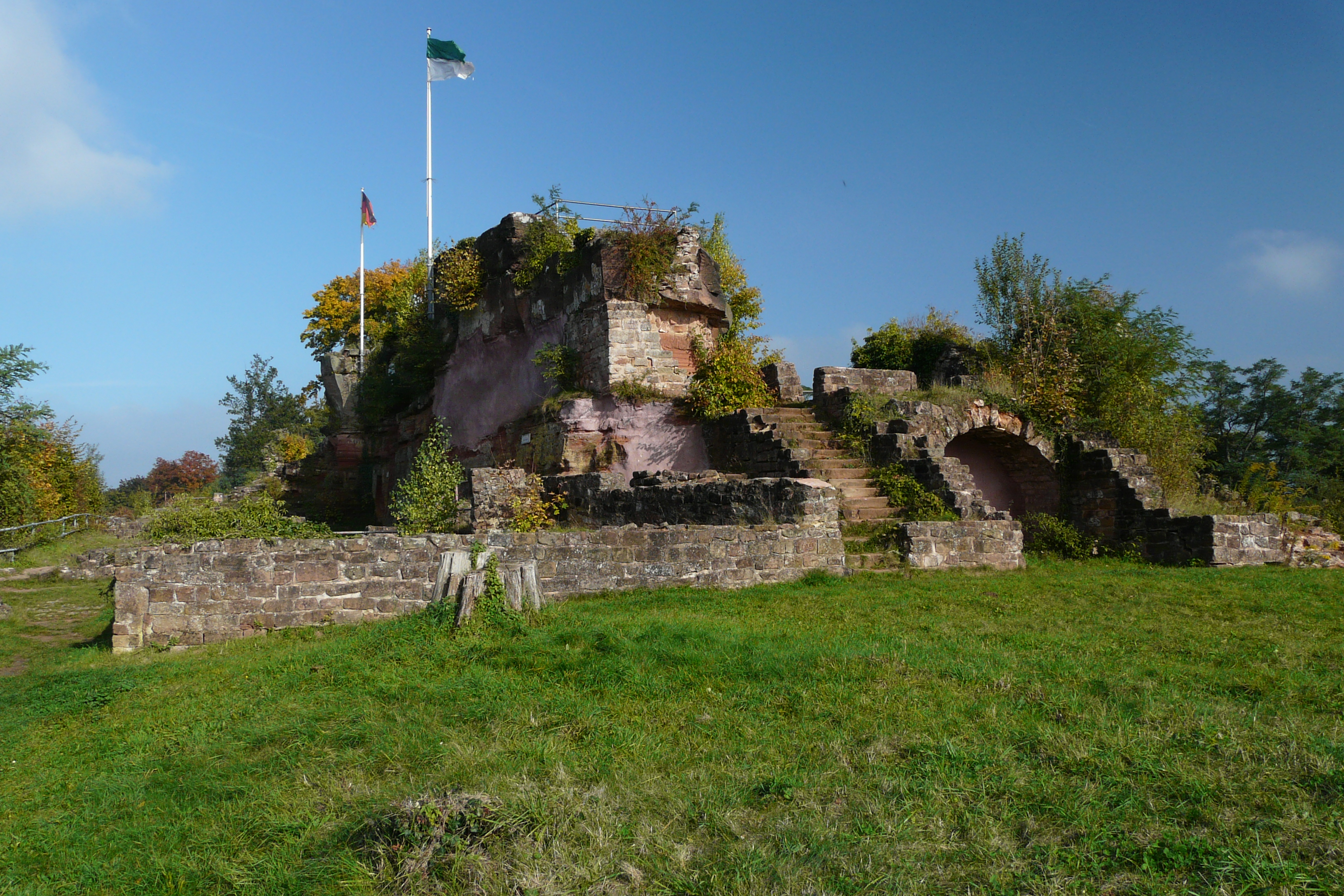
De ruïne van de Burcht Hohenburg bij Homburg
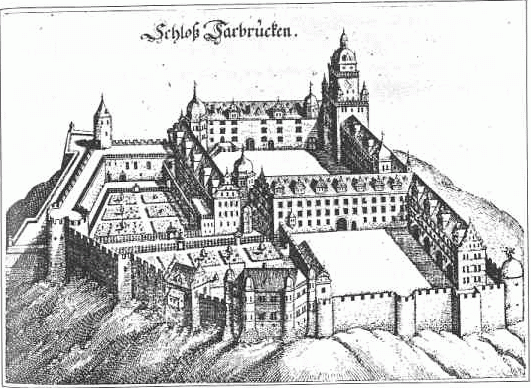
Slot Saarbrücken ten tijde van Johan III
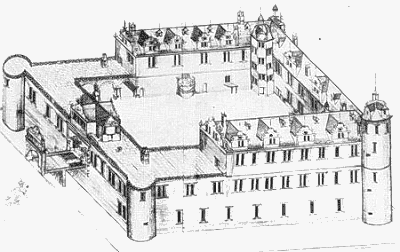
Het door Johan III gebouwde Slot Neunkirchen
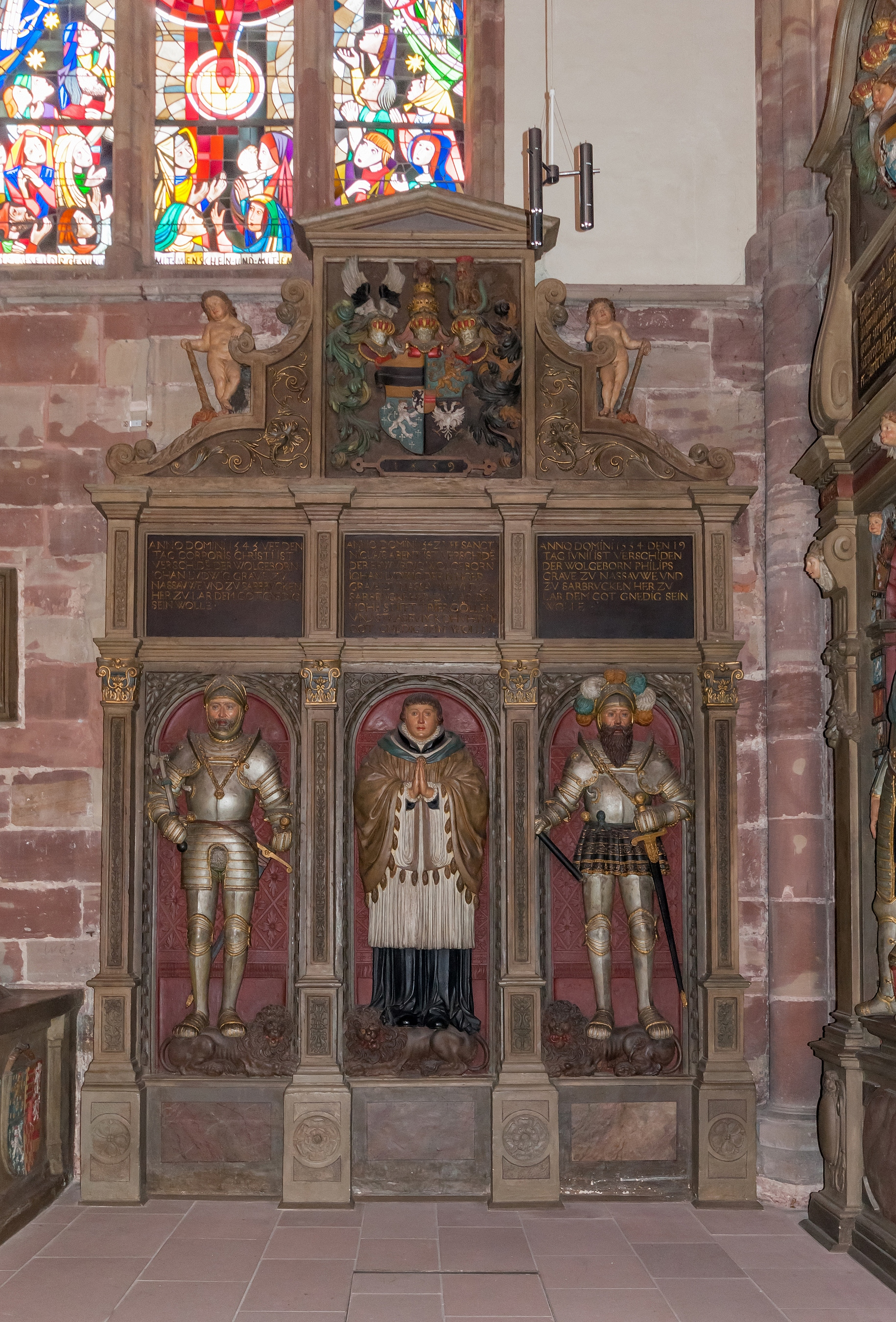
Het grafmonument voor Johans vader en broers Johan Lodewijk en Filips
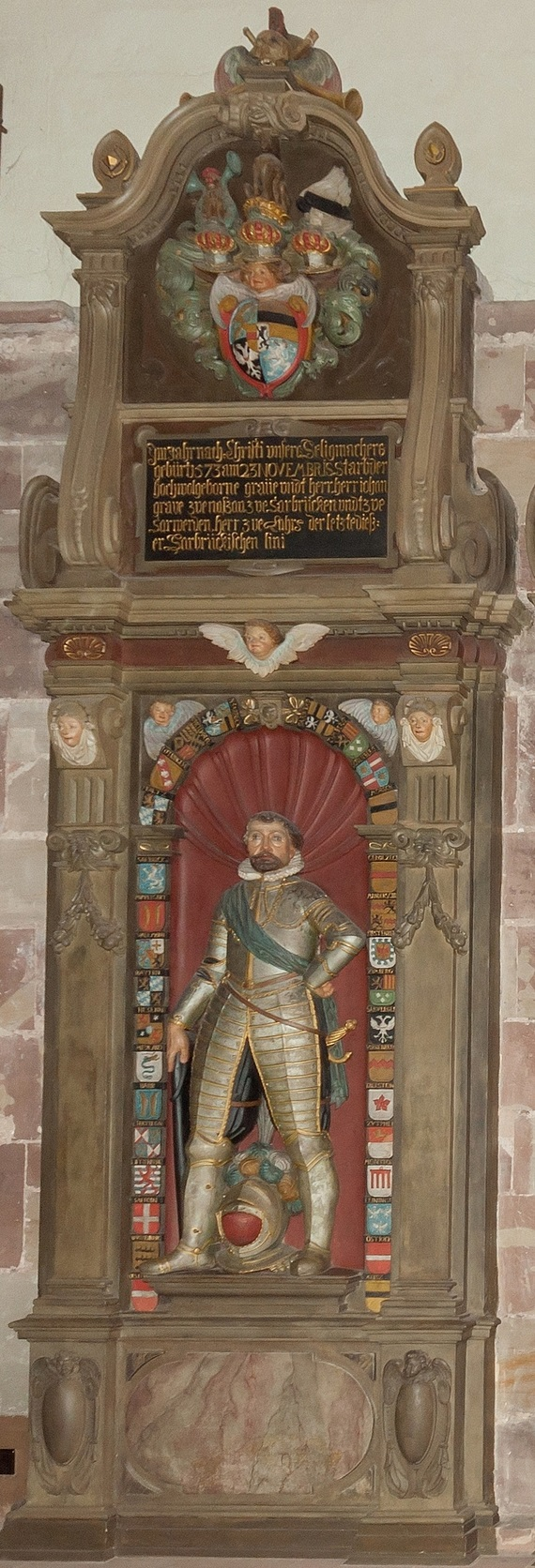
Het grafmonument voor Johan III van Nassau-Saarbrücken